# Phloeopora liberta
Phloeopora liberta är en skalbaggsart som beskrevs av Thomas Casey 1911. Phloeopora liberta ingår i släktet Phloeopora och familjen kortvingar. Inga underarter finns listade i Catalogue of Life.